# Toomas Savi

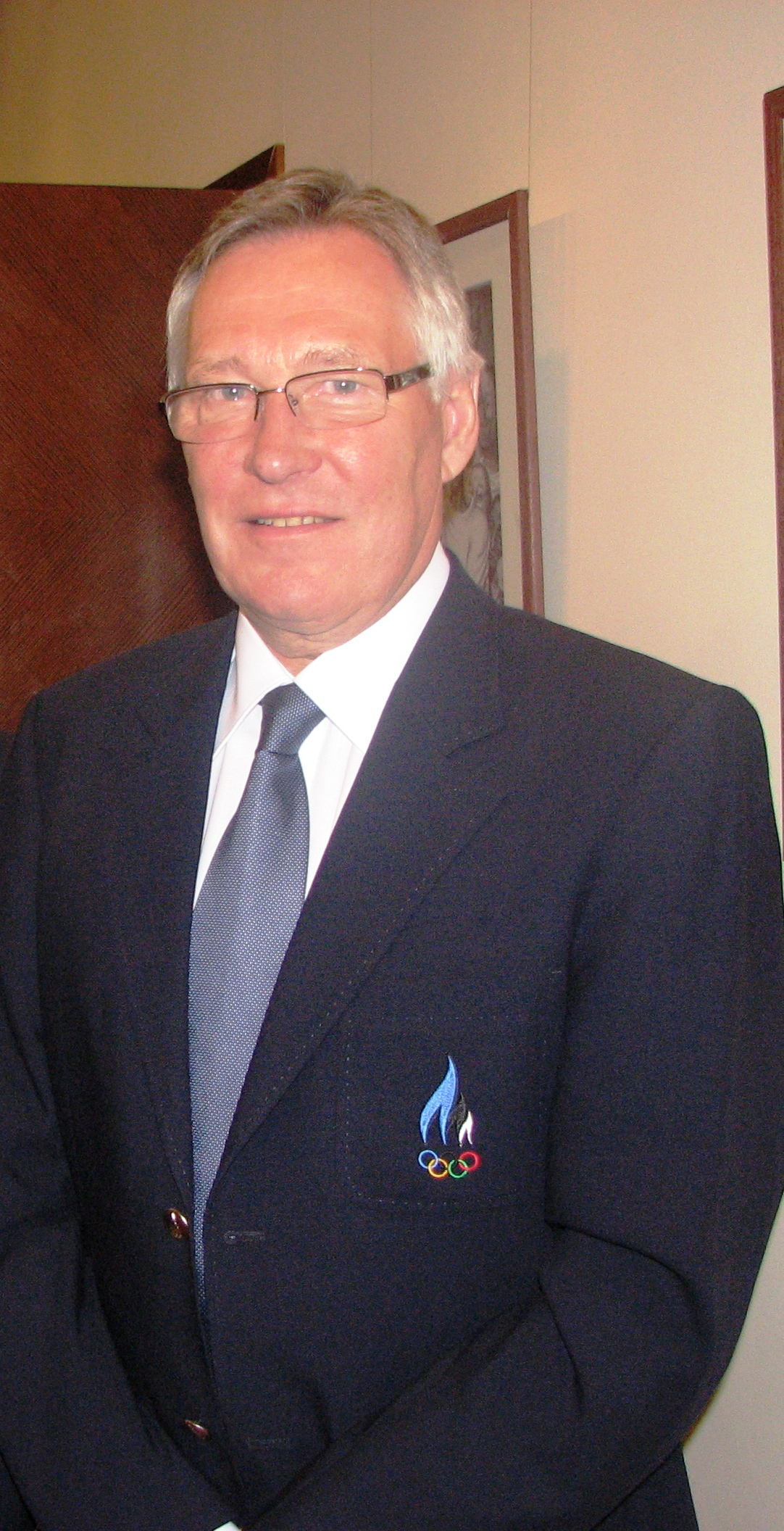
Toomas Savi (2010)

Toomas Savi (* 30. Dezember 1942 in Tartu, Estnische SSR) ist ein estnischer Politiker. Von 2004 bis 2009 war er Mitglied des 6. Europäischen Parlaments.

## Ausbildung
Toomas Savi schloss 1970 sein Studium der Medizin an der Universität Tartu ab. 1975 legte er ein zweites Examen im Fach Sportpsychologie ab. Von 1970 bis 1980 war Savi als Arzt tätig, daneben bis 1979 als leitender wissenschaftlicher Mitarbeiter. Von 1979 bis 1993 war er Leiter der Sportpoliklinik in Tartu. Daneben war er an finnischen Krankenhäusern in Kuopio und Kajaani beschäftigt.

## Politiker
Kurz vor der Wiederlangung der estnischen Unabhängigkeit ging Savi in die Politik. Von 1989 bis 1993, 1996/97 und 1999/2000 war er Mitglied des Stadtrats von Tartu. Von 1993 bis 1995 hatte er das Amt des stellvertretenden Bürgermeisters von Tartu inne.
Seit 1994 ist Savi Mitglied der liberalen Estnischen Reformpartei (Reformierakond). 1995 wurde Toomas Savi als Abgeordneter in das estnische Parlament (Riigikogu) gewählt. Von 1995 bis 2003 war er Parlamentspräsident und 2003/2004 stellvertretender Parlamentspräsident. Im Frühjahr 2004 wurde Savi als estnischer Abgeordneter in das Europäische Parlament gewählt, dort war er der einzige Vertreter seiner Partei. Während seiner dortigen Amtszeit war er Mitglied des Entwicklungskomitees und der zweite Vorsitzende der Delegation für Beziehungen zu Kanada.

## Sport
Toomas Savi war 1989 Mitbegründer des Estnischen Olympischen Komitees und ist seit 1999 Vorsitzender des Estnischen Skiverbands.

## Privatleben
Toomas Savi ist mit Kirsti Savi verheiratet.